# Стрељачки клуб Црвена звезда
Стрељачки клуб Црвена звезда је стрељачки клуб из Београда. Клуб је део Спортског друштва Црвена звезда.

## Историја
Клуб је основан 6. децембра 1980. године. Идеја међу стрељачким радницима Београда (у том периоду веома јаког стрељачког центра) била је "специјализација", односно школовање стрелаца за одређене дисциплине. Циљ је била и популаризација стрељачког спорта, а један од начина било је и формирање Црвене звезде, јер су црвено-беле боје одувек биле магнет за младе који воле спорт.
У Црвеној звезди, за окупљене око првог председника Славка Његомира, ово је био велики спортски изазов и мотив. На руку им је ишло то што су скоро сви који су дошли у клуб били такмичари пиштољем, а имали су уз себе и велику легенду овог спорта, чувеног Немању Марковића, који је био у првој управи.
За успехе клуба у првих 10 година посебно треба истаћи допринос Десанке Крстајић, која је као секретар клуба понела највеће бреме од оснивања и била стуб на који су се наслањале све обавезе које су неопходне за нормално функционисање клуба.

## Трофеји

### Мушкарци
- Национално првенство - 9
  - Ваздушни пиштољ : 1981, 1982, 1983, 1986.
  - МК пиштољ : 1982, 1983, 2007.
  - Револвер великог калибра : 1994.
  - Летеће мете : 1999.
- Национални куп - 2
  - Серијска ваздушна пушка : 1998.  Летеће мете : 2002.

### Жене
- Национално првенство - 39
  - Ваздушни пиштољ : 1992, 1993, 1994, 1995, 1996, 1997, 1998, 1999, 2001, 2005, 2006, 2007, 2008, 2009, 2010, 2011, 2012, 2013, 2014, 2015, 2016.
  - МК пиштољ : 1992, 1993, 1994, 1995, 1996, 1998, 2001, 2002, 2004, 2005, 2006, 2008, 2009, 2010, 2011, 2012, 2013, 2014.
- Национални куп - 3
  - Ваздушни пиштољ : 2013, 2015, 2016.

## Славни стрелци
- Јасна Шекарић
- Зорана Аруновић
- Стеван Плетикосић
- Миленко Себић